# Зніт пониклий
Зніт пониклий (Epilobium nutans) — вид квіткових рослин родини онагрових (Onagraceae).

## Біоморфологічна характеристика
Це трав'яниста струнка багаторічна рослина 5–30 см заввишки. Стебла висхідні чи прямовисні, прості, зазвичай поодинокі, до цвітіння з верхівкою, що поникає, вгорі кучеряво-волосисті, без домішки залозистих волосків. Листки голі, нижні — на ніжках, середні та верхні — сидячі. Суцвіття складається лише з (1)2–4(6) квіток. Квітки четверні. Чашолистки 2–2.5 мм завдовжки, слабо волосисті. Пелюстки блідо-фіолетові, 3–6 мм завдовжки, на верхівці неглибоко виїмчасті. Плоди — коробочки (3)3.5–4 см завдовжки, сірувато-волосисті, пізніше голі. Насіння довгасто-веретеноподібне, 1–1.5 мм завдовжки, з напівпрозорим придатком на верхівці. 2n=36.

## Поширення
Росте в на південному сході Європі (Австрія, Андорра, Болгарія, Чехія, Словаччина, Франція, Німеччина, Італія, Македонія, Польща, Румунія, Швейцарія, Україна).
Росте у сонячних чагарниках, узліссях і галявинах, узбіччях доріг, від низинних до гірських зон.
В Україні вид росте вологими осипами, ключовими болотами, берегами струмків в альпійському та субальпійському поясах — у Карпатах